# Rathaus (Seligenstadt)
Das 1823 erbaute Rathaus am Marktplatz 1 der Einhardstadt Seligenstadt ist ein unter Denkmalschutz stehendes Gebäude im südhessischen Landkreis Offenbach. Es wurde nach Plänen von Georg Lerch im Stil des Klassizismus errichtet und dient noch heute als Sitz der Stadtverwaltung.

## Geschichte
Das heutige Rathaus wurde 1823 von Georg August Lerch, einem Schüler des hessisch-darmstädtischen Hofbaudirektors Georg Moller, im Stil des Klassizismus unter Einbezug des Kirchturms der ehemaligen Seligenstädter Pfarrkirche errichtet. Der Neubau ersetzte ein Fachwerkhaus, das 1539 errichtet worden war. In jüngerer Zeit wurde das Gebäude rückwärtig erweitert.

## Baubeschreibung
Das Seligenstädter Rathaus wurde als zweigeschossiges Gebäude mit Satteldach in klassizistischem Stil errichtet und erhebt sich auf nahezu quadratischem Grundriss. Sein quadratischer Mittelturm beherbergt Räume auf zwei weiteren Geschossen und prägt die Silhouette der Stadt. Aufgrund von Maßstab und Dimension dominiert das Rathaus den von kleinteiliger Fachwerkbebauung geprägten Marktplatz.
Die fünfachsige Hauptfassade weist im Erdgeschoss eine offene Arkadenhalle auf, das Obergeschoss wird von fünf Rundbogenfenstern und einem überstehenden Balkon dominiert. Gesimse, Gewände und Pfeiler bestehen aus Sandstein, die übrige Fassade ist weiß verputzt.

## Glocke und Spieluhr
Der Rathausturm beherbergt eine historische Glocke von 1589 sowie eine mechanische Spieluhr von 1960.
Die Glocke mit der Tonlage gis‘+2 trägt die Inschrift: „Aus dem Feuer floss ich. In der Ehre der heiligsten Dreifaltigkeit leut ich. Hieronymus Hack zu Aschaffenburg goss mich Anno Salutis 1589.“ Sie ist ca. 500 kg schwer und hat einen Durchmesser von 98 cm.
Die Spieluhr wurde vom Uhrmachermeister Albert Burghardt gefertigt und musste 2022 erstmals repariert werden.